# Maurice Schlisselmann
Maurice Schlisselmann (ou Schlusselmann ou Schlusselman selon les sources), né le 20 mai 1880 à Varsovie et mort le 29 juin 1944 à Rillieux (alors dans l'Ain) fusillé par la milice française, est un maroquinier lyonnais et une victime de la Shoah.

## Biographie

### Jeunesse et famille
Maurice Schlisselmann est né à Varsovie en 1880, fils d'Isaac Schlisselmann et de son épouse, dénommée Silkasick,. Établi en France à l'âge de 20 ans, il travaille comme maroquinier. En 1917, alors aux armées comme engagé volontaire dans le conflit mondial, il épouse à Paris une modiste d'origine russe, Néhania Peysakhovitch.
Militant dans des sociétés juives de secours mutuel, il préside la Société des amis de Varsovie de 1919 à 1921 et devient l'un des membres fondateurs de la Fédération des sociétés juives de France, créée deux ans plus tard. Il est naturalisé français par décret en 1925.
Après l’armistice de 1940, Maurice Schlisselmann se réfugie à Lyon où il s'engage dans la Résistance, notamment via l'Union des juifs pour la résistance et l'entraide.
Maurice Schusselman réside au 209 rue de Créqui à Lyon.

### Arrestation
Une unique source évoque l'arrestation de Maurice Schlisselmann par la section d'enquête et de contrôle (SEC), au début du mois de juin 1944.
Le 28 juin 1944, Maurice Schlisselmann est à nouveau arrêté, dans une épicerie, par le milicien Édouard Arnaud (milicien).

### Circonstances du décès

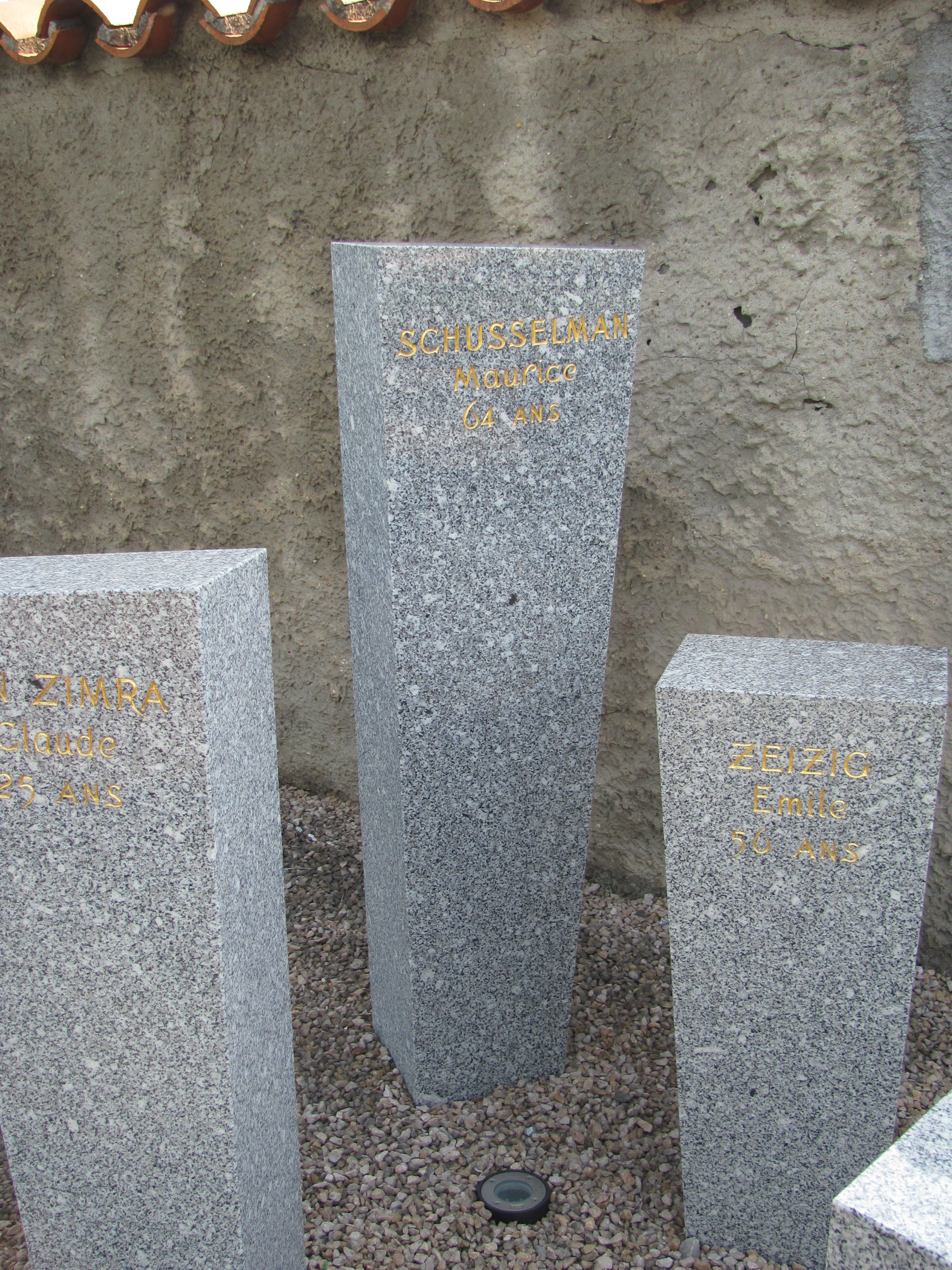
Schusselman Maurice, 64 ans
Stèle commémorative au cimetière de Rillieux

Au cours de la journée du 28 juin 1944, les miliciens Lyonnais arrêtent un certain nombre de Juifs ensuite incarcérés  impasse Catelin, (dans les locaux de la milice, à Lyon) où se retrouve Maurice Schlisselmann, dans la journée du 28.
Le 29 juin 1944 au matin, Henri Gonnet un milicien aux ordres de Touvier, fait sortir sept prisonniers juifs de la cellule, dont Maurice Schlisselmann. Ils sont emmenés dans une camionnette au cimetière de Rillieux où ils sont fusillés vers 5 h 30 du matin.
Le rapport de gendarmerie no 814 de la gendarmerie de Sathonay du 4 novembre 1944, indique son nom, son âge, sa qualité et son adresse : « Schlisselmann Maurice, 64 ans, maroquinier, 209, rue de Créqui à Lyon ».

## Sources
- Dominique Missika, Petit Louis : Histoire d'un héros de la résistance, Paris, Hachette, 2002 (ISBN 978-2-01-235611-5, LCCN 2002409510, présentation en ligne)

1. ↑  p. 183.